# 今治市役所
今治市役所（いまばりしやくしょ）は、日本の地方公共団体である今治市の組織が入る施設（役所）。

## 本庁（本館・第1別館・第2別館・附属棟）

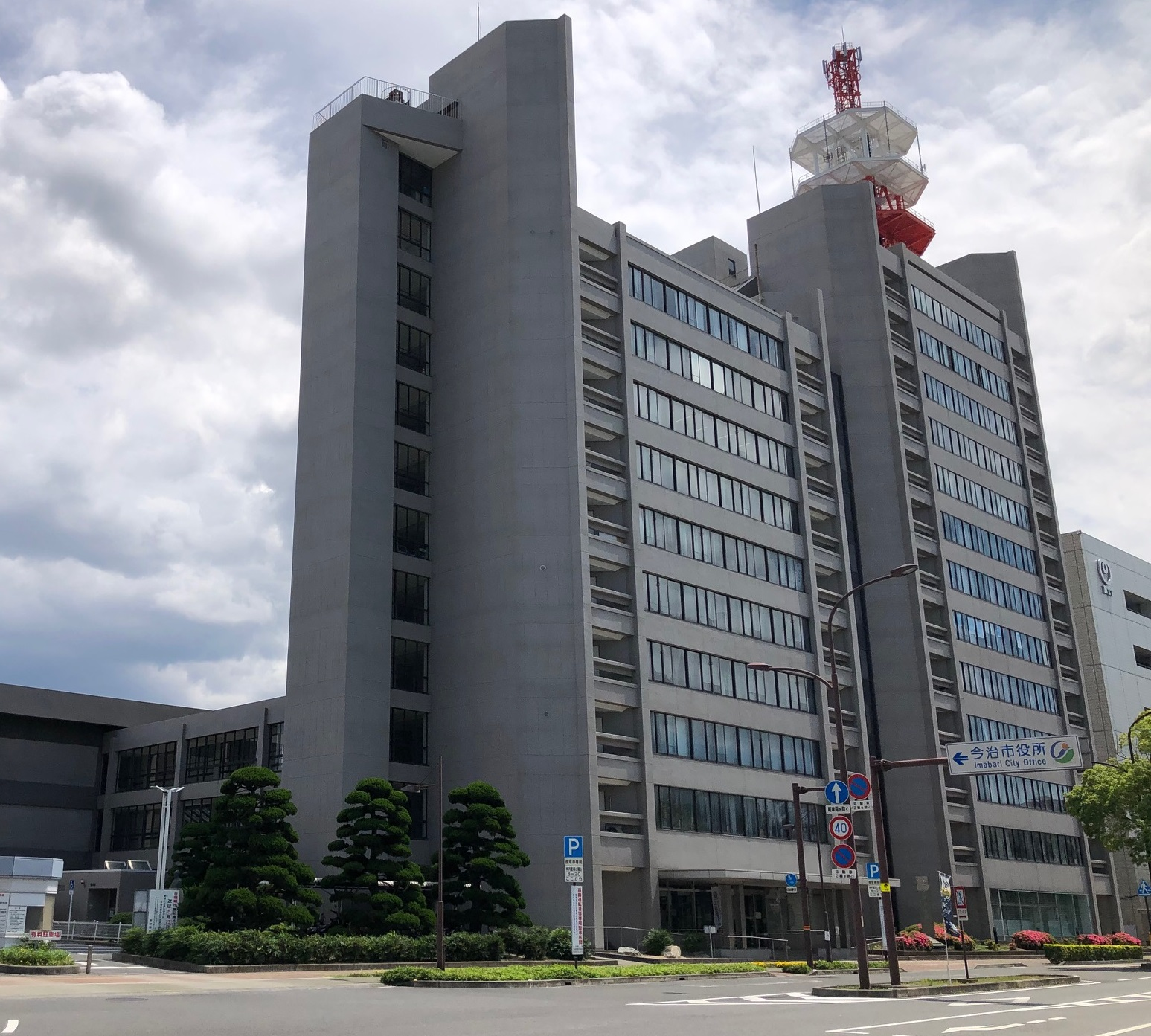
第1別館・第2別館

### 庁舎概要
| 階  | 本館 |
| --- | --- |
| 3F  | 議場（今治市議会）、議長応接室、議員応接室、議長・副議長室、事務局長室、議会事務局、議員控室、教養室、議員控室、議員図書室                                   |
| 2F  | 議場（今治市議会）、庁議室、副市長室、秘書室、特別応接室、市長室、秘書室、総務部長室、広報広聴室、総務調整課、記者クラブ、企画財政部長室、財務管理室、財政課 |
| 1F  | 市民課、行政情報コーナー、案内所、障がい福祉課、保険年金課                                                                                                   |
|     | 第1別館 |
| 10F | 住宅管理課、職員組合、会議室（101）、入札室 |
| 9F  | 高速道路推進室、道路課、都市建設部長室、会議室（191） |
| 8F  | 今治市土地改良区、水利調整室、農業土木課、農水港湾部長室、有害鳥獣対策室、農林振興課                                                                         |
| 7F  | 会議室（171）、水産課 |
| 6F  | 海事都市推進室、商工振興課、産業部長室、サイクルシティ推進室、観光課                                                                                         |
| 5F  | 選挙管理委員会事務局、監査委員事務局、監査委員室 |
| 4F  | 福祉政策課、こども家庭相談室、子育て支援課、健康福祉部長室、保育幼稚園課                                                                                     |
| 3F  | 第1委員会室、第2委員会室、議員協議会室 |
| 2F  | 出納室、債権管理室、納税課 |
| 1F  | くらし相談支援室、ＡＴＭコーナー、ロビー、伊予銀行今治市役所出張所                                                                                           |
|     | 第2別館 |
| 13F | 福利厚生会事務局、食堂 |
| 12F | 図書室、人事課 |
| 11F | 特別会議室（1号～4号） |
| 10F | 工事検査室、契約課、建築営繕室、建築課 |
| 9F  | 用地管理課、公園緑地課、大型コピー室 |
| 8F  | 消費生活センター市民相談室、市民生活課、市民環境部長室、農業委員会事務局、電話交換室、人権啓発室                                                             |
| 7F  | 地籍調査室、都市政策課、生活環境課、施設計画室、環境政策課                                                                                                   |
| 6F  | 情報管理課、定住交流推進室、いまばりブランド推進室、営業戦略課                                                                                               |
| 5F  | 上下水道部長室、下水道業務課、下水道工務課 |
| 4F  | 水道お客様センター4階窓口、水道施設整備室、水道工務課、簡易水道課、水資源対策室、水道部総務課、水道労働組合                                                  |
| 3F  | 危機管理室、防災危機管理課、行政経営課、地域振興室、国家戦略特区推進室、企画課、公有財産管理室、管財課                                                       |
| 2F  | 資産税課、市民税課 |
| 1F  | 生活支援課、高齢介護課 |
|     | 附属棟 |
| 3F  | 災害対策本部室 |
| 2F  | 公園緑地課分室、道路課分室 |
| 1F  | 水道お客さまセンター窓口 |

### 丹下健三による設計
市役所本庁舎の本館・第1別館・第2別館は今治市出身の建築家丹下健三が設計した。市役所敷地内の公会堂や市民会館も丹下健三の設計であり、本館の建物と合わせて「コ」の字型に建物が配置されている。建物の間は市民広場となっていたが現在は駐車場となっている。
市役所庁舎・公会堂・市民会館は、DOCOMOMO JAPAN選定 日本におけるモダン・ムーブメントの建築に選出されている。

### アクセス
- せとうちバス「今治市役所前」下車。
- JR予讃線今治駅より徒歩で約5分。

### 開庁時間
- 平日の8時30分から17時15分（土曜日・日曜日・祝日・年末年始は閉庁）

## 本庁（第3別館）
- 愛媛県今治市南大門町2-5-1（旧今治市立今治小学校）

庁舎
| 階 | 概 要                                                         |
| -- | ------------------------------------------------------------- |
| 4F | 青少年センター、社会教育課、視聴覚ライブラリー、会議室（341） |
| 3F | 日本遺産推進室、文化振興課、学校給食課、スポーツ振興課        |
| 2F | 学校教育課、教育委員会総務課、事務局長室、教育長室            |
| 1F | 文化財整理室、自衛隊今治事務所                                |

## 支所
旧町村役場庁舎に支所が設置されている。支所内には住民サービス課、地域教育課が設置されている。

### 所在地

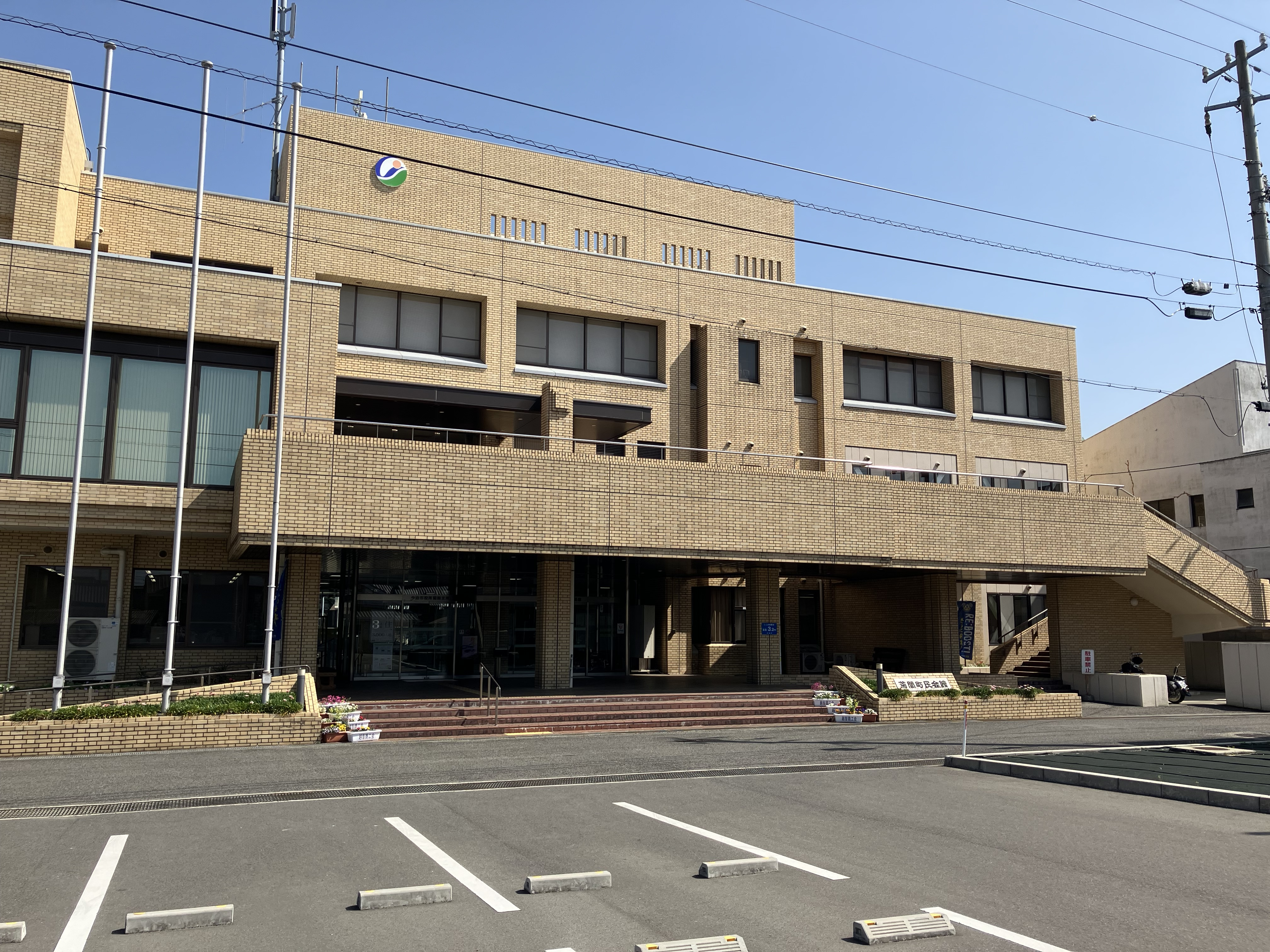
菊間支所（2025年4月）
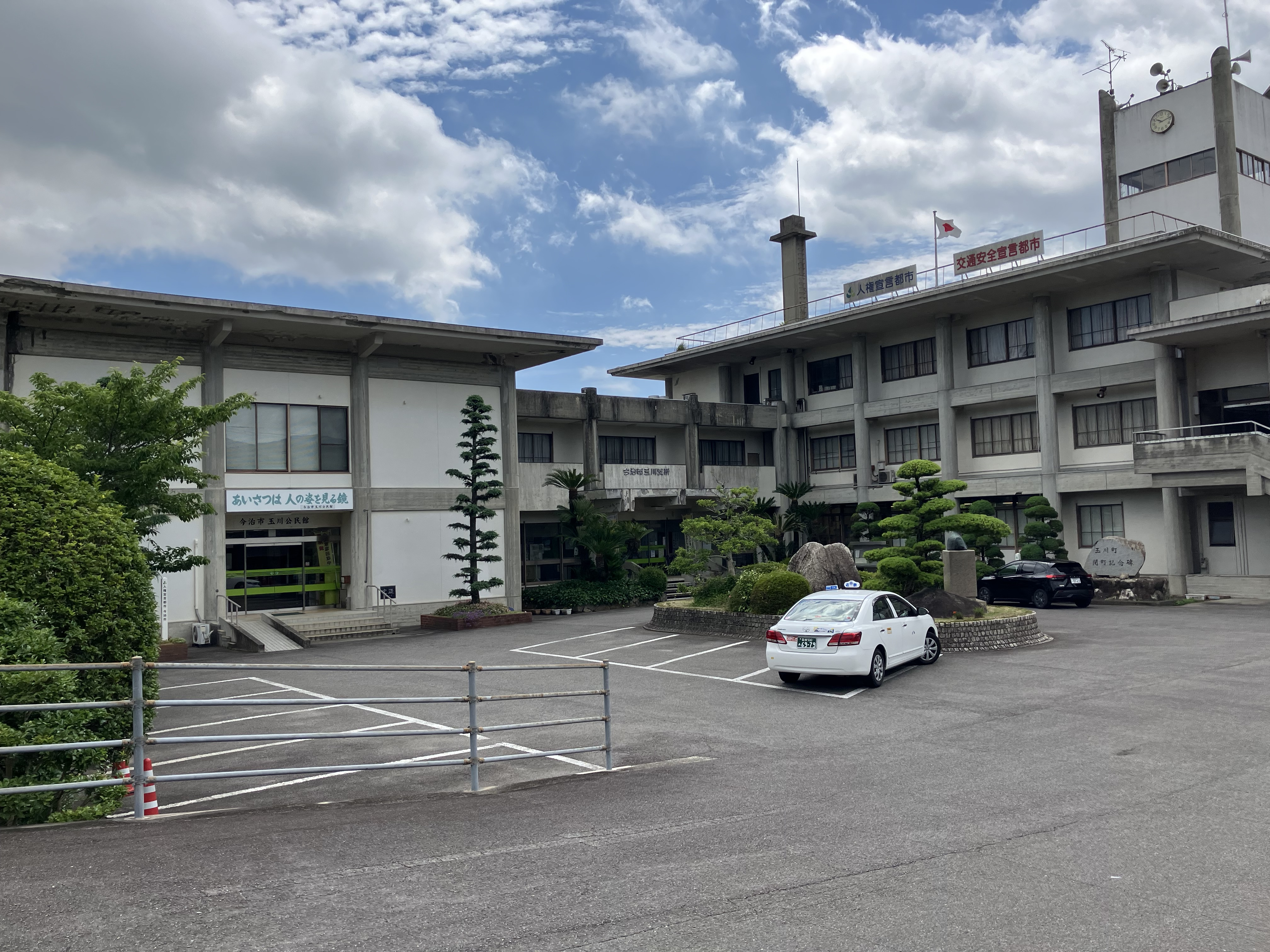
玉川支所（2025年6月）

- 朝倉支所 - 今治市朝倉北甲397
- 玉川支所 - 今治市玉川町三反地甲10-1
- 波方支所 - 今治市波方町樋口甲250
- 大西支所 - 今治市大西町宮脇甲506-1
- 菊間支所 - 今治市菊間町浜840
- 吉海支所 - 今治市吉海町八幡137
- 宮窪支所 - 今治市宮窪町宮窪2668
- 伯方支所 - 今治市伯方町木浦甲1235
- 上浦支所 - 今治市上浦町井口6605
- 大三島支所 - 今治市大三島町宮浦5708
- 関前支所 - 今治市関前岡村甲732

- 菊間支所（2025年4月）
- 玉川支所（2025年6月）

## 機構
| - 総務部 - 総務調整課 - 人事課 - 情報管理課 - 契約課 - 防災危機管理課 - 企画財務部 - 企画課 - 行政経営課 - 財政課 - 管財課 - 納税課 - 市民税課 - 資産税課 - 健康福祉部 - 健康推進課 - 福祉事務所 - 福祉政策課 - 高齢介護課 - 障がい福祉課 - 保育幼稚園課 - 子育て支援課 - 生活支援課 | - 市民環境部 - 市民生活課 - 市民課 - 保険年金課 - 環境政策課 - リサイクル推進課 - 生活環境課 - 産業部 - 商工振興課 - 観光課 - 営業戦略課 - 農水港湾部 - 農林振興課 - 農林土木課 - 水産課 - 港湾課 | - 都市建設部 - 道路課 - 都市政策課 - 建築課 - 用地管理課 - 公園緑地課 - 住宅管理課 - 上下水道部 - 簡易水道課 - 下水道業務部 - 下水道工務課 - 水道部（公営企業） - 水道総務課 - 水道工務課 - 今治事業所 - 玉川事業所 - 菊間事業所 - 越智諸島事業所 | - 今治市消防本部 - 総務課 - 予防課 - 警防課 - 市議会事務局 - 議会総務課 - 教育委員会事務局 - 総務課 - 社会教育課 - 学校教育課 - 文化振興課 - スポーツ振興課 - 学校給食課 - 監査委員事務局 - 選挙管理委員会事務局 - 農業委員会事務局 - 公平委員会事務局 - 固定資産評価審査委員会 - 出納室 |